# 명동 아줌마
"명동 아줌마"는 한국에서 제작된 김기덕 감독의 1964년 영화이다. 엄앵란 등이 주연으로 출연하였고 차태진 등이 제작에 참여하였다.

## 출연

### 주연
- 엄앵란
- 김진규
- 윤인자

## 기타
- 조명: 박진수
- 미술: 노인택